# Bacopa axillaris
Bacopa axillaris là một loài thực vật có hoa trong họ Mã đề. Loài này được (Benth.) Standl. mô tả khoa học đầu tiên năm 1925.